# Кантор, Александр Матвеевич
Александр Матвеевич Кантор (род. 5 января 1950, Клинцы) — советский и российский историк, культуролог и психолог. Кандидат исторических наук (1990), докторант психологии (2010). Известен своими исследованиями в области культурологии и психоанализа, а также педагогической деятельностью.

## Биография
Александр Матвеевич Кантор (род.5 января 1950 – г. Клинцы, Брянская область) - советский и российский историк, культуролог, психолог. 
Кандидат исторических наук (1990, ученик Л.Н. Пушкарева), докторант психологии (2008, ученик Д.И. Дубровского, Т.В. Алейниковой). 
Родился в семье врачей, участников Великой Отечественной Войны. 
Вузовский педагог, научный сотрудник, консультант. Лектор ряда российских и зарубежных университетов c 1990 г. Работал в Историко-Архивный Институт, Российский Государственный Гуманитарный Университет, Международный Университет в Москве (МУМ), Петрозаводский Государственный Университет; Грайсфвальдский Университет (Германия), Университет Маори (Окленд, Новая Зеландия) и др.
Закончил педагогический институт МГПУ им. Ленина (1973), психологический факультет Ростовского Государственного Университета (2007) по специализации «психоанализ», Госкурсы ИнЯз – немецкий, английский, французский языки(1987), факультет повышения квалификации МГУ (1999) по «культурной антропологии».
Также работал научным сотрудником музея и академического института истории, психологом в медицинском центре и в «горячих точках» (наводнение в Кубани, 2012 и др.).

## Награды и признание
Автор монографий, учебных пособий, статей, переводов с английского, мемуарных и драматических произведений. Публиковался в иностранных изданиях.
Основные темы исследований: русская средневековая городская культура, теория и история мировой культуры, евреи в СССР, психоанализ власти, сознания, психотравмы.
Неоднократно выступал с докладами, мастер-классами на российских и международных (страны Европы, Латинская Америка, Африка, Австралия, Азия и др.) конференциях и конгрессах.
Награждался грантами научных и общественных фондов.
Некоторые работы:
- Духовный мир русского горожанина. Вторая половина XVII века. Очерки. М:РГГУ.1999.
- Культурология. Методическое пособие. (в соавторстве с Б.И. Беловым).М.: Институт коммерции и права.1999.

- Практический Психоанализ .М. 2011 (в соавторстве с Р. Гатуповым)

- Affect of Russian Power: Between Narcissism and Splitting.//41st.International Psychoanalytical Congress "Affect in Theory and Practice". Summaries of Individual Papers. Santiago(Chile).1999.
- The Jewish Identity in Russia at the Turn of the Century. A Psychoanalytical Approach.//International Conference "Freud at the Threshold of the 21st Century.Israel.Jerusalem.1999
- К описанию менталитета терроризма. Из прошлого и настоящего России. // Тетради Международного Университета в Москве. Вып.6.2006.
- Хронотопия Иосифа Бродского//Антиномии Иосифа Бродского. Томск. 2006
- Психоанализ и психосоматика.//Психология и психотехника. Научно-практический журнал. №3(6), март 2009.М.;Nota Bene,2009.
- Всего прочнее на земле печаль»: Миссия меланхолика.//Мы и Мир. Психологическая газета. №6(142), июнь 2008.
- Соблазн путешествия. В постели с кормилицей крокодилов. 2022,.// https://independent.academia.edu/AlexanderCantor

## Личная жизнь
Александр Матвеевич женат, жена - художник, сын – архитектор, преподаватель вуза, профессор.